# Jean-Baptiste Antoine Gérard
Pour les articles homonymes, voir Gérard.
Jean-Baptiste Antoine Gérard est un homme politique français né le 29 octobre 1791 à Velaine-en-Haye (Meurthe) et décédé le 29 septembre 1875 à Nancy (Meurthe-et-Moselle).

## Biographie
Élève de l'école Polytechnique, il est officier du génie en garnison à Nancy quand il est élu député de la Meurthe, de 1849 à 1851. Il siège à droite, avec la majorité monarchiste.

## Sources
- « Jean-Baptiste Antoine Gérard », dans Adolphe Robert et Gaston Cougny, Dictionnaire des parlementaires français, Edgar Bourloton, 1889-1891 [détail de l’édition]